# Іль-Ронд
Іль-Ронд — острів у Французьких Південних і Антарктичних Територіях (Франція). Він розташований у південній частині країни. Він займає площу 0.23 квадратних кілометрів.

## Географія
Острів розташований приблизно в 10,5 кілометрах на південь від південного краю півострова Ральє-дю-Баті, Кап-Бурбон. Незважаючи на свою назву, він не круглий, а овальний: згідно з найточнішою картою, наданою Національним географічним інститутом на Геопорталі в серпні 2007 року, Його довжина не більше 700 метрів а ширина не більше 500 метрів по перпендикулярній осі.
Крім того, він оточений двома невеликими острівцями, максимальні розміри яких становлять кілька десятків метрів. Один розташований на південний-південний схід від найвищої точки острова, яка досягає 151 метра над рівнем моря, а інша — на північний захід. Як би там не було, обидві вони знаходяться всього в ста метрах від його берегів, на відміну від чотирьох великих скель, розташованих далі на північ, скель Тремарек. Вони названі в честь першовідкривача островів — Іва Жозефа де Кергелена де Тремарека .